# Nicolao Coelho

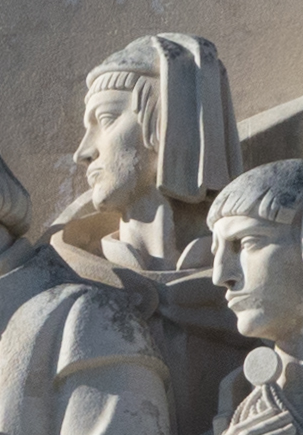
Bildnis von Nicolao Coelho am Padrão dos Descobrimentos in Lissabon

Nicolao oder Nicolau Coelho (* ca. 1460 in Felgueiras; † 1504 am Quirimbas-Archipel vor Mosambik) war ein portugiesischer Seefahrer und Entdecker.

## Person
Nicolao Coelho entstammte dem niederen Adel und war der jüngere Bruder des Seefahrers Gonçalo Coelho.

## Entdeckungsreisen
Historisch belegt sind drei Entdeckungsreisen.
Erste Reise
8. Juli 1497 (Tejo-Mündung) – 9. September 1499 (Lissabon): Als Vasco da Gama erstmals im Auftrag von König Emanuel I. nach Indien aufbrach, bestand seine Flotte aus drei Karavellen und einem Versorgungsschiff, auf die sich eine Mannschaft von 148 Seeleuten verteilte. Das Flaggschiff São Gabriel wurde von da Gama befehligt, die São Rafael durch seinen Bruder Paulo da Gama und der Nao Berrio durch Nicolao Coelho. Das Versorgungsschiff wurde von Gonçalo Nunes gesteuert. Coelhos Pilot war der erfahrene Pêro Escobar, der bereits 1471 die Küsten des heutigen Ghana bereiste und später mit Diogo Cão die Gewässer an der Kongo-Mündung erkundet hatte.  
Am 15. Juli 1497 wurden die Kanaren passiert, am 3. August 1497 die Kapverden. Nach einer Pause in der Sankt-Helena-Bucht am 4. November 1497  konnten sie nach mehreren Versuchen am 22. November 1497 das stürmische Kap der Guten Hoffnung (portugiesisch cabo tormentoso) umsegeln. Am Weihnachtstag erreichten sie Natal (portugiesisch natal, „Weihnachten“), am 24. Januar 1498 folgte Quelimane, am 25. Januar 1498 wurde die Mossel Bay erreicht, am 1. März 1498 segelten sie vor Mosambik, am 7. April 1498 landete die Flotte in Mombasa, am 14. April 1498 vor Melinde. Es folgte Malindi am 13. April 1498. Am 24. April 1498 überquerte die Armada den Indischen Ozean, am 20. Mai 1498 erreichte da Gamas Flotte Calicut. Die Rückreise gestaltete sich wegen der unbekannten Passat-Winde chaotisch. Erst im September 1499 kehrte die dezimierte Flotte nach Lissabon zurück.   
Das Logbuch (portugiesisch roteiro) berichtete minutiös über die Entdeckungsreise, endete jedoch jäh am 25. April 1498, als Nicolao Coelho durch einen Sturm von da Gama getrennt wurde. Am 20. Mai 1498 landete Vasco da Gama nahe Calicut an der Malabarküste. Coelhos Schiff traf am 10. Juli 1499 allein in Lissabon ein, weil Vasco da Gama wegen der schweren Erkrankung seines Bruders Paulo sich einige Wochen auf den Azoren aufgehalten hatte. Deshalb konnte Coelho als erster Seemann König Emanuel die lang ersehnte Nachricht vom gefundenen Seeweg nach Indien überbringen. Die restlichen Schiffe erreichten Lissabon erst am 9. September 1499, wo Vasco da Gama ein triumphaler Empfang bereitet wurde.
Zweite Reise
9. März 1500 (Lissabon) – 13. Juli 1501 (Lissabon): Am 9. März 1500 segelte Coelho diesmal mit Pedro Álvares Cabral von Belém/Lissabon Richtung Ostindien mit einer Flotte von 13 Schiffen und ungefähr 1500 Mann Besatzung; als Kapitän unter Cabral fungierte auch Bartolomeu Dias. Die Strömung trieb die Flotte jedoch an die brasilianische Küste, wo 12 Schiffe am 22. April 1500 das heutige Porto Seguro (deutsch „sicherer Hafen“) erreichte. Cabral gilt daher als Entdecker Brasiliens, der am 1. Mai 1500 an der Küste ein Padrão errichten ließ. Da Coelho zu den erfahrensten Teilnehmern der Expedition zählte, war er es, der am 23. April 1500 als erster Europäer Kontakt zu den indianischen Einheimischen Brasiliens aufnahm. Begleitet von einigen wenigen Seeleuten und dem (nicht ein Wort verstehenden) Dolmetscher Gaspar da Gama ging er an Land und wurde von 18 mit Pfeil und Bogen bewaffneten, nackten Männern neugierig empfangen und nach dem Austausch von Geschenken freundlich entlassen.
Die Armada wandte sich am nächsten Tag wieder Richtung Osten zum Kap der Guten Hoffnung, das die Portugiesen jedoch erst später so nannten (portugiesisch Cabo da Boa Esperança). Hier kam Dias mit vier Schiffen am 29. Mai 1500 bei einem Sturm mit seiner Mannschaft ums Leben. Am 16. Juli 1500 versammelten sich die verbliebenen Schiffe bei Sofala, um über Mosambik (20. Juli 1500) nach Calicut zu segeln, wo sie am 13. September 1500 ankamen. Die dezimierte Flotte mit etwa 500 Überlebenden kehrte mit sieben Schiffen am 13. Juli 1501 nach Lissabon zurück.
Dritte Reise
6. April 1503 (Lissabon) – 16. Juli 1504 (Lissabon): Alfonso de Albuquerque startete im Auftrag des Königs Manuel I. am 6. April 1503 erneut nach Indien, diesmal begleitet von seinem Vetter Francisco de Albuquerque, António de Saldanha, Duarte Pacheco Pereira und erneut Nicolao Coelho, der die Faial kommandierte. Im August 1503 erreichten sie die Malabarküste. Die Rückreise aus Indien trat die Flotte am 5. Februar 1504 ohne Pereira an und musste vor der Ostküste Afrikas schweren Stürmen widerstehen. Nicolao Coelho erlitt Mitte 1504 am Quirimbas-Archipel Schiffbruch und sank. Albuquerque kehrte im Juli 1504 mit reicher Gewürzfracht nach Portugal zurück.

## Bruder Gonçalo Coelho
Nicolao Coelho kam bei einem Sturm Mitte 1504 ums Leben, sein Bruder Gonçalo Coelho überlebte seinen jüngeren Bruder Nicolao, bis er 1512 starb.